# 鴨池停留場
鴨池停留場（かもいけていりゅうじょう）は、鹿児島県鹿児島市鴨池二丁目にある鹿児島市電谷山線の停留場。

## 歴史
- 1915年（大正4年）7月1日：鹿児島電気軌道により設置される[1]。
- 1917年（大正6年）11月10日：停車場位置変更[2]
- 1928年（昭和3年）7月1日：鹿児島市電気局（現・鹿児島市交通局）。

## 構造
2面2線の相対式ホーム。両ホームとも車椅子の使用は可(電動車椅子は不可)。

### のりば
- 1系統 - 郡元、脇田、谷山方面
- 1系統 - 二中通、天文館、鹿児島駅方面

かつては高架駅で、鴨池動物園を横断しており昭和30年代末までは駅舎もあったが、専用軌道から併用軌道に変更となった際に取り壊された。

## 利用状況
| 年度   | 1日平均 乗降人員 |
| ------ | ---------------- |
| 2011年 | 849              |
| 2012年 | 841              |
| 2013年 | 821              |
| 2014年 | 845              |
| 2015年 | 827              |

## バス路線
鹿児島交通の鴨池バス停が利用可能である。

### 鴨池バス停
| 鴨池バス停（上り） |                          |                        |            |
| 系統番号           | 経由地                   | 行先                   | 運行       |
| 2                  | 騎射場・天文館           | 水族館前               | 鹿児島交通 |
| 2                  | 騎射場・天文館           | 鹿児島駅前             | 鹿児島交通 |
| 4                  | 鹿児島中央駅・天文館     | 鹿児島駅前             | 鹿児島交通 |
| 5                  | 鹿児島中央駅・天文館     | 金生町                 | 鹿児島交通 |
| 6                  | 騎射場・天文館           | 金生町                 | 鹿児島交通 |
| 6-2                | 騎射場・天文館           | 市役所前               | 鹿児島交通 |
| 7                  | 騎射場・天文館           | 金生町                 | 鹿児島交通 |
| 8                  | 騎射場・天文館           | 金生町                 | 鹿児島交通 |
| 9                  | 騎射場・天文館           | 市役所前               | 鹿児島交通 |
| 14                 | 騎射場・天文館           | 金生町                 | 鹿児島交通 |
| 種別               | 経由地                   | 行先                   | 運行       |
| 普通               | 鹿児島中央駅・天文館     | 金生町                 | 鹿児島交通 |
| 普通               | 大門口                   | 金生町                 | 鹿児島交通 |
| 鴨池バス停（下り） |                          |                        |            |
| 系統番号           | 経由地                   | 行先                   | 運行       |
| 2                  | 谷山駅前・坂之上         | 動物園                 | 鹿児島交通 |
| 4                  | 脇田・笹貫               | イオン鹿児島           | 鹿児島交通 |
| 4                  | イオン鹿児島・坂之上     | 慈眼寺団地             | 鹿児島交通 |
| 5                  | 七ツ島                   | 七ツ島1丁目            | 鹿児島交通 |
| 5                  | 谷山港・七ツ島           | 七ツ島1丁目            | 鹿児島交通 |
| 6                  | 恵比須中央・慈眼寺公園前 | 慈眼寺団地             | 鹿児島交通 |
| 6                  | 生協病院前・慈眼寺公園前 | 慈眼寺団地             | 鹿児島交通 |
| 6-2                | 新和田橋・慈眼寺公園前   | 慈眼寺団地             | 鹿児島交通 |
| 7                  | 坂之上・国際大学前       | 慈眼寺団地             | 鹿児島交通 |
| 8                  | 竹ノ迫・自由ヶ丘         | ふれあいスポーツランド | 鹿児島交通 |
| 8                  | 竹ノ迫・自由ヶ丘         | 中山団地中央           | 鹿児島交通 |
| 9                  | 郡元・日之出町           | 紫原                   | 鹿児島交通 |
| 14                 | 郡元・脇田               | 大学病院前             | 鹿児島交通 |
| 種別               | 経由地                   | 行先                   | 運行       |
| 普通               | 谷山駅前                 | 伊作                   | 鹿児島交通 |
| 普通               | 谷山駅前・川辺高校       | 枕崎                   | 鹿児島交通 |
| 普通               | 谷山駅前・平川           | 特攻観音入口           | 鹿児島交通 |
| 普通               | 谷山駅前・平川           | 山川桟橋               | 鹿児島交通 |

## 周辺
- イオン鹿児島鴨池店専門店街
  - 鹿児島市役所鴨池市民サービスステーション
- グランガーデン鹿児島（高齢者介護付き分譲マンション）
- 鹿児島市営鴨池市民球場
- 鹿児島市営鴨池ドーム
- 鹿児島県立鴨池野球場
- 鹿児島県立鴨池陸上競技場
- 志学館大学付属めぐみ幼稚園
- 南日本銀行鴨池支店
- 都市基盤整備公団 鴨池市街地住宅
- 鹿児島市立科学館
- 鹿児島市立図書館
- 鹿児島市夜間医療センター
- 日本赤十字社鹿児島献血センター

## 隣の停留場
鹿児島市交通局
鹿児島市電1系統
騎射場停留場 - 鴨池停留場 - 郡元停留場